# 海野そら太
海野 そら太（うんの そらた）は、日本の漫画家。女性。福島県出身埼玉県育ち。
かつては、ペンネームとして別名義の海野みみ子も使用していた。

## 略歴
- 2001年20歳の時に第6回ヤングジャンプ月例MANGAグランプリにて「SWIMMER」が奨励賞と月間ベスト賞を受賞しデビュー。

- 数度の読切を経て、2005年に「女子アナ魂―こはるON AIR―」で『週刊ヤングジャンプ』に初連載を果たす。
- 2007年に三浦しをん原作の「風が強く吹いている」を『週刊ヤングジャンプ』、のち『月刊ヤングジャンプ』に連載した。

## 人物
- 陸上競技をしばしば作品の題材にしている。

## 作品

### 連載
- 女子アナ魂―こはるON AIR―（『週刊ヤングジャンプ』2004年26号 - 2006年24号、全5巻）
- 風が強く吹いている（原作:三浦しをん、『週刊ヤングジャンプ』2007年46号 - 2008年32号、『月刊ヤングジャンプ』2008年vol.4 - 2009年12月号、全6巻）

### 読切
- ありがとう。（『増刊ヤングジャンプ漫革』vol.28、2002年）※海野みみ子名義
- ここで逢いましょう（『増刊ヤングジャンプ漫革』vol.29、2002年）
- 殴られ屋（『週刊ヤングジャンプ』2002年42号）
- ぼくの先生（『増刊ヤングジャンプ漫革』vol.32、2003年）
- 懐心堂骨董店（『増刊ヤングジャンプ漫革』vol.33、2003年）
- 少年マッハ☆（『週刊ヤングジャンプ』2003年30号）
- 全日本女子バレー物語 HOPE!!（『週刊ヤングジャンプ』2004年36号）※原作:吉井妙子
- アンジ!（『増刊ヤングジャンプ漫革』vol.40、2004年）
- 女子アナ魂（『週刊ヤングジャンプ』2005年2号）
- 花－hana－（『増刊ヤングジャンプ漫革』vol.52、2006年）
- 黒銀の鍼師（『増刊ヤングジャンプ漫革』vol.56、2007年）

### その他
- 「安藤百福 インスタントラーメンを発明した実業家」（学習漫画 世界の伝記NEXT、集英社、2011年）※シナリオ：石川憲二、監修・解説：石毛直道
- 「小林一三 阪急と宝塚歌劇団を創ったビジネスの天才」（学習漫画 世界の伝記NEXT、集英社、2013年）※シナリオ：石川憲二、監修・解説：向山建生
- 「まんが NHKアスリートの魂 スキージャンプ高梨沙羅 競泳瀬戸大也 サッカー三浦知良 自分らしく前へ」（まんが NHKアスリートの魂、学研プラス、2017年）※共著であり、三浦知良を担当。協力・NHK「アスリートの魂」番組スタッフ、スポーツ監修・筑波大学 体育系教授 山田幸雄
- 「まんが NHKアスリートの魂 レスリング吉田沙保里 ラグビー五郎丸歩 体操白井健三 進化する技と心」（まんが NHKアスリートの魂、学研プラス 2017年）※共著であり、五郎丸歩を担当。協力・NHK「アスリートの魂」番組スタッフ、スポーツ監修・筑波大学 体育系教授 山田幸雄

## 師匠
- 桜木雪弥